# 里弗代爾 (伊利諾伊州)
里弗代爾（英語：Riverdale）是位於美國伊利諾伊州庫克縣的一個村落。

## 地理
里弗代爾的座標為41°38′26″N 87°37′50″W / 41.64056°N 87.63056°W，而該地最高點為海拔高度183米（即600英尺）。

## 人口
根據2010年美國人口普查的數據，里弗代爾的面積為9.71平方千米，當中陸地面積為9.26平方千米，而水域面積為0.45平方千米。當地共有人口13547人，而人口密度為每平方千米1,395人。